# Ivo Donev
Ivo Donev (* 25. Dezember 1959 in Russe, Bulgarien) ist ein professioneller österreichischer Schach- und Pokerspieler. Er gewann 2000 als erster Österreicher ein Bracelet bei der World Series of Poker.

## Schach
Donev hat 1987 als erster diplomierter Schachtrainer die Sportuniversität in Sofia, Bulgarien erfolgreich beendet. Er gewann 1990 in der damaligen Tschechoslowakei das Internationale Trinec Schachmeister Turnier. Daraufhin wurde ihm beim FIDE-Kongress der Titel Internationaler Meister verliehen. Als er 1990 in Österreich beim Dornbirn-Open den 3. Platz erreichte, entschloss er sich, in Vorarlberg als Schachprofi zu leben. In den Jahren 1991 bis 1994 war er Trainer der österreichischen Jugend-Nationalmannschaft bei verschiedenen Europa- und Weltmeisterschaften. Zudem ist Ivo Donev dreifacher Vorarlberger Landesmeister. Im Jahr 1996 schrieb er ein Schachbuch mit dem Titel Die wichtigsten Ideen im Endspiel. Im Jahr 1997 hat Donev in den drei höchsten Ligen im deutschsprachigen Raum gespielt. Bei Inter Salzburg in der Staatsliga A (Österreich), beim Schachclub Eppingen in der 1. Bundesliga (Deutschland) und bei der Schachgesellschaft Zürich in der Nationalliga A (Schweiz). Sein Vater, Hristo Donev, war in Bulgarien ein nationaler Schachmeister.
| Die zur Anzeige dieser Grafik verwendete Erweiterung wurde dauerhaft deaktiviert. Wir arbeiten aktuell daran, diese und weitere betroffene Grafiken auf ein neues Format umzustellen. (Mehr dazu) |

## Poker

### Werdegang
Donev las viele Pokerbücher von David Sklansky, Mason Malmuth und Tom McEvoy und übte an seinem Computer mit Pokerprogrammen. Er gewann im Jahr 2000 ein Bracelet für seinen Weltmeister-Titel in 1500 $ Omaha Limit bei der World Series of Poker in Las Vegas, wofür er 85.000 US-Dollar erhielt. 2002 nahm Donev an Late Night Poker teil und wurde Fünfter. 2003 beendete Donev als Halbfinalist die World Heads-Up Poker Championship in Wien. Des Weiteren vertrat Donev Österreich bei der IPC 2.
Donev selbst gibt an, dass er Poker Schach mittlerweile vorziehe, da die Komplexität des Pokerspiels nicht an die des Schachspiels heranreiche und es so für Anfänger leichter zu erlernen sei.
Donev war der erste österreichische Pokerspieler, der über eine Million US-Dollar an Turniergewinnen erreichte. Mittlerweile hat er sich knapp 2,5 Millionen US-Dollar erspielt und ist damit der fünfterfolgreichste österreichische Pokerspieler.

### Cashes bei der World Series of Poker
Donev erreichte bisher 33-mal die Geldränge, davon 26-mal bei der Hauptturnierserie am Las Vegas Strip und 6-mal bei den Expansionen in London 2008, Rozvadov 2017 sowie 2019 und Online 2021 und 2022.
| Jahr   | Buy-in   | Variante                          | Platzierung | Preisgeld |
| ------ | -------- | --------------------------------- | ----------- | --------- |
| 2000 E | 01.500 $ | Limit Omaha                       | 001.        | 085.800 $ |
| 2001 E | 02.500 $ | Seven Card Stud                   | 010.        | 005.530 $ |
| 2002 E | 01.500 $ | Pot Limit Hold’em                 | 010.        | 005.670 $ |
| 2004 E | 01.500 $ | Limit Hold’em Shootout            | 006.        | 016.560 $ |
| 2004 E | 02.000 $ | Pot Limit Hold’em                 | 003.        | 047.700 $ |
| 2005 E | 02.000 $ | Pot Limit Hold’em                 | 018.        | 006.955 $ |
| 2005 E | 02.500 $ | Limit Hold’em                     | 021.        | 005.145 $ |
| 2005 E | 02.500 $ | Pot Limit Hold’em                 | 010.        | 011.730 $ |
| 2008 E | 02.500 £ | H.O.R.S.E.                        | 002.        | 048.125 £ |
| 2009 E | 03.000 $ | No Limit Hold’em                  | 064.        | 006.929 $ |
| 2010 E | 02.000 $ | Limit Hold’em                     | 026.        | 006.237 $ |
| 2010 E | 02.500 $ | Limit/NL Hold’em                  | 051.        | 004.512 $ |
| 2011 E | 01.500 $ | H.O.R.S.E.                        | 083.        | 002.899 $ |
| 2011 E | 01.500 $ | Limit Hold’em Shootout            | 055.        | 004.118 $ |
| 2016 E | 01.500 $ | H.O.R.S.E.                        | 022.        | 006.188 $ |
| 2017 E | 50.000 $ | 8-Game                            | 004.        | 419.337 $ |
| 2017 E | 01.100 € | No Limit Hold’em                  | 076.        | 001.640 € |
| 2017 E | 0.0550 € | Pot Limit Omaha                   | 023.        | 001.578 € |
| 2017 E | 01.100 € | No Limit Hold’em                  | 034.        | 001.302 € |
| 2019 E | 01.500 $ | H.O.R.S.E.                        | 068.        | 002.638 $ |
| 2019 E | 01.500 $ | 8-Game                            | 029.        | 004.841 $ |
| 2019 E | 01.000 $ | No Limit Hold’em                  | 049.        | 012.281 $ |
| 2019 E | 01.500 $ | Pot-Limit Omaha Hi/Lo 8 or Better | 078.        | 003.175 $ |
| 2019 E | 01.500 $ | Omaha Mix                         | 008.        | 016.075 $ |
| 2019 E | 00.550 € | Pot Limit Omaha                   | 005.        | 010.900 € |
| 2021 O | 00.210 $ | No Limit Hold’em                  | 287.        | 001.438 $ |
| 2022 E | 01.500 $ | 8-Game                            | 102.        | 002.403 $ |
| 2022 E | 01.000 $ | No Limit Hold’em                  | 384.        | 001.601 $ |
| 2022 E | 01.000 $ | No Limit Hold’em                  | 828.        | 001.602 $ |
| 2022 O | 00.210 $ | No Limit Hold’em                  | 561.        | 001.222 $ |
| 2023 E | 01.000 $ | No Limit Hold’em                  | 257.        | 002.253 $ |
| 2023 E | 00.500 $ | No Limit Hold’em                  | 199.        | 001.211 $ |
| 2023 E | 00.600 $ | No Limit Hold’em                  | 194.        | 001.165 $ |

## Privatleben
Donev hat zwei Kinder und lebt in Lochau, Vorarlberg. Sein Leben und seine Karriere wird in James McManus’ Buch Positively Fifth Street diskutiert.